# André Lefèvre
André Lefèvre (* 1717 in Troyes; † 25. Februar 1768 in Paris) war ein französischer Rechtsanwalt, Autor  und Enzyklopädist.

## Leben und Wirken
Er war als Advocat seit 1739 tätig, schrieb aber nebenher literarische Werke und Poesien. Er ging nach Paris und wurde Hauslehrer der Kinder von großen Familien, vor allem der Nachkommen des Hauses der Rochefoucauld.
Er redigierte die Artikel gouverneur,  faiblesse,  folie und gouvernante für die Encyclopédie von Denis Diderot und 
Jean Baptiste le Rond d’Alembert.

## Werke (Auswahl)
- Mémoires de l’Académie des sciences de Troyes en Champagne. Liège, (1744), online
- Pot-Pourri. (1748)
- Dialogue entre un curé et son filleul. (1767)